# Tove Birkelund
Tove Birkelund (Nordby, 28 de noviembre de 1928 - Gentofte, 24 de junio de 1986) fue una geóloga danesa que se especializó en geología histórica. Es recordada internacionalmente por su investigación sobre los fósiles de especies extintas parecidas a los calamares, incluidas las belemnitas y las amonitas, que investigó en Dinamarca, Groenlandia y varios otros países. Desempeñó un papel de liderazgo en la comunidad de investigación danesa, sirviendo como miembro del Consejo Danés de Investigación de Ciencias Naturales y de la Fundación Carlsberg. De 1966 a 1986, Birkelund fue profesor de geografía histórica en el Instituto Geológico de la Universidad de Copenhague.

## Primeros años, educación y familia
Nacida en Nordby en la isla de Fanø el 28 de noviembre de 1928, Tove Birkelund era hija del director de la escuela Niels Birkelund (1890-1962) y su esposa Ellen née Toftrup (1898-1980). Después de recibir su certificado de finalización de estudios en 1947 en Esbjerg, estudió geología en la Universidad de Copenhague y se graduó en 1954. En abril de 1954 se casó con el director del zoológico Svend Andersen (nacido en 1923) con quien tuvo dos hijos: Peter (1956) y Svend (1958).

## Carrera profesional
Alentada por su padre, Birkelund se interesó por la zoología y la geología desde temprana edad. Mientras estudiaba, se centró en la geología histórica, la estratigrafía y la paleontología, en un intento por proporcionar una mayor comprensión de la historia de la Tierra y el desarrollo de la vida. Mientras era estudiante, en 1949 y 1952 se unió a Alfred Rosenkrantz en sus expediciones a Nuussuaq en el oeste de Groenlandia. En 1957, completó un estudio innovador sobre las belemnitas del Cretácico Superior de Dinamarca después de realizar una investigación en Bornholm, Møns Klint, Stevns Klint y en Jutlandia. La universidad le otorgó una medalla de oro en 1958 por su informe sobre Scaphites del oeste de Groenlandia, una especie muy extendida en el período Cretácico en la que mostró un interés particular. Desarrolló aún más su investigación en Groenlandia en una tesis doctoral detallada sobre amonitas del Cretácico Superior de Groenlandia Occidental en 1965, describiendo 31 especies, de las cuales 14 eran nuevas.
Birkelund continuó trabajando en el Instituto y Museo Geológico de la Universidad de Copenhague, primero como asistente de investigación (1954), luego como amanuense (1960), jefa de departamento (1963) y finalmente como profesora titular en 1966, permaneciendo hasta su jubilación en 1986. Desempeñó un papel de liderazgo en la comunidad de investigación danesa, sirviendo como miembro del Consejo Danés de Investigación de Ciencias Naturales y de la Fundación Carlsberg.